# Zdenko Vukasović
Zdenko Vukasović (Split, 19 september 1941 – aldaar, mei 2021) was een Kroatisch voetballer. Hij speelde als doelman in België voor onder meer RSC Anderlecht, Cercle Brugge en KSC Lokeren.

## Carrière
Zdenko Vukasović begon zijn loopbaan als voetballer bij het Joegoslavische RNK Split. Al gauw stapte de doelman over naar stadsgenoot Hajduk Split, alvorens naar België te verhuizen. Vukasović werd bij KAA Gent binnengehaald als doublure voor Armand Seghers. Toen de Buffalo's in 1967 degradeerden, vertrok hij naar RSC Anderlecht.
Vukasović verving daar Gerhard Mair, die op zijn beurt de doublure was van Jean Trappeniers. Hij stond in zijn eerste seizoen in totaal 13 keer onder de laat, waarvan 8 keer in de competitie en won dat seizoen ook de landstitel. Een jaar later kwam Vukasović geen enkele keer meer van de bank.
Hij vertrok in 1969 naar tweedeklasser Cercle Brugge, waar hij de nummer 1 werd en zelfs eens scoorde. Het jaar nadien werd hij met Cercle kampioen, de vereniging promoveerde en Vukasović keerde terug naar het hoogste niveau. Op het einde van het seizoen trok de toen 31-jarige doelman naar tweedeklasser KSC Lokeren.
Daar was Jef Jurion, zijn oud-ploegmaat van bij RSC Anderlecht, aan de slag als trainer. Onder zijn toezicht werd Vukasović ook bij Lokeren de eerste doelman. Na de promotie naar de Eerste Klasse in 1974 werd Jurion vervangen door Ladislav Novák en werd de Nederlandse keeper Bouke Hoogenboom aangetrokken. Hoogenboom werd al gauw de onbetwistbare nummer 1 van Lokeren, waardoor Vukasović niet meer aan spelen toekwam.